# Estação Gare d'Austerlitz (Metrô de Paris)
Gare d'Austerlitz é uma estação das linhas 5 e 10 do Metrô de Paris, situada no limite dos 5.º e 13.º arrondissements de Paris.

## Localização
A linha 5, em elevado, atravessa transversalmente o telhado de vidro da Gare d'Austerlitz, dentro do qual se localizam as plataformas da estação. Esta obra de arte de 50 metros de faixa permite a linha de se elevar para atravessar o rio Sena atravessando o Viaduc d'Austerlitz. As plataformas da linha 10 são subterrâneas e constituem a estação terminal, situada na extremidade leste da linha.

## História
Seu nome original era Gare d'Orléans. Ela mudou em 15 de outubro de 1930 para Gare d'Orléans-Austerlitz; o nome atual data de 25 de abril de 1985.
Essa mudança de nome é devido ao fato da toponímia da estação que a linha serve. De fato, a Gare d'Austerlitz foi antigamente a cabeça de linha da Compagnie Paris-Orleans (PO). No entanto, o bairro era chamado de Austerlitz (em homenagem à vitória napoleônica) e finalmente, a estação tem tomado também o nome de Austerlitz.
Em 2011, 9 063 260 passageiros entraram nesta estação. Ela viu entrar 8 375 268 passageiros em 2013, o que o classifica na 28ª posição das estações de metro em frequência.

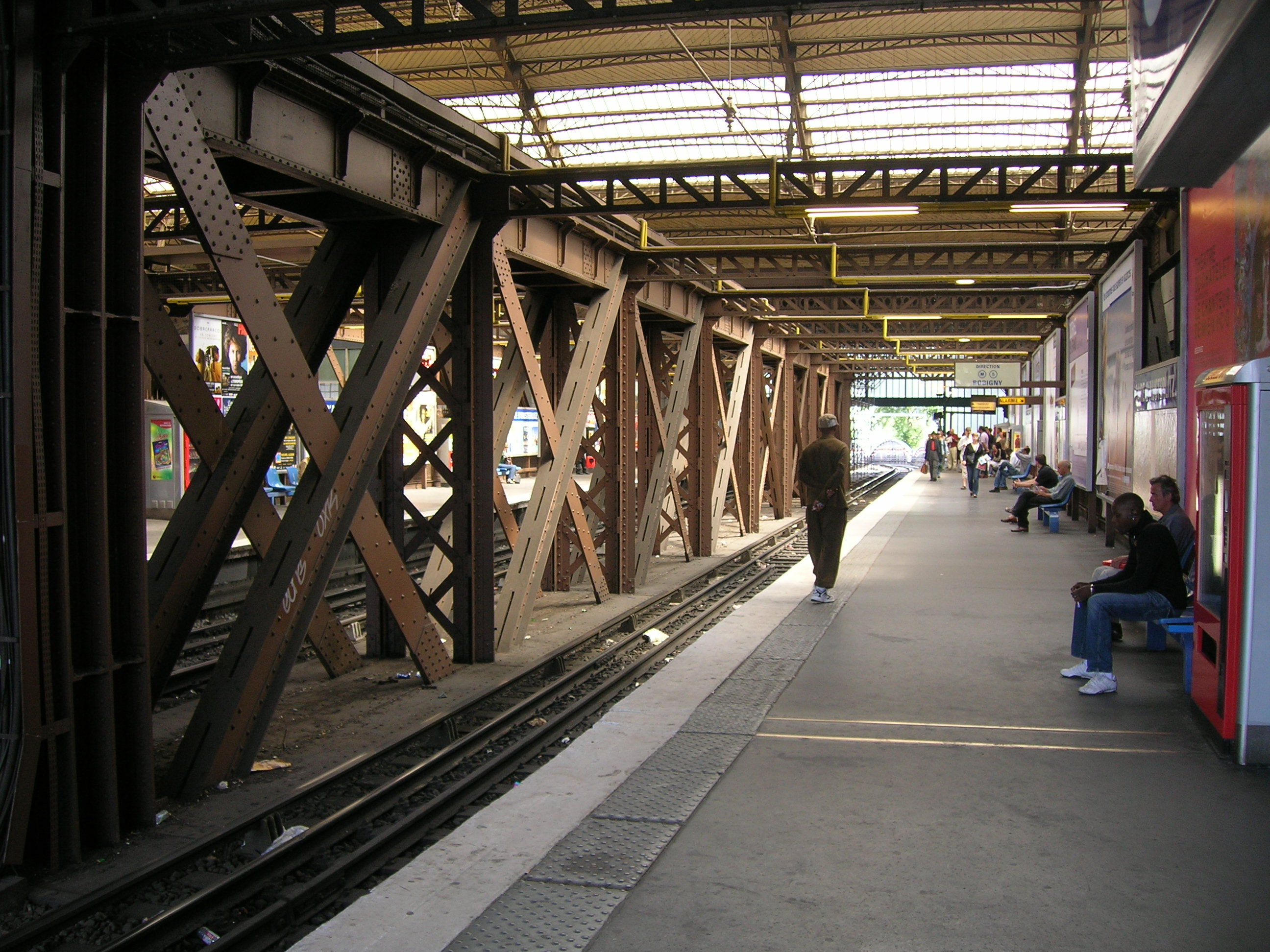
A estação da linha 5, em seu viaduto atravessando a estação SNCF

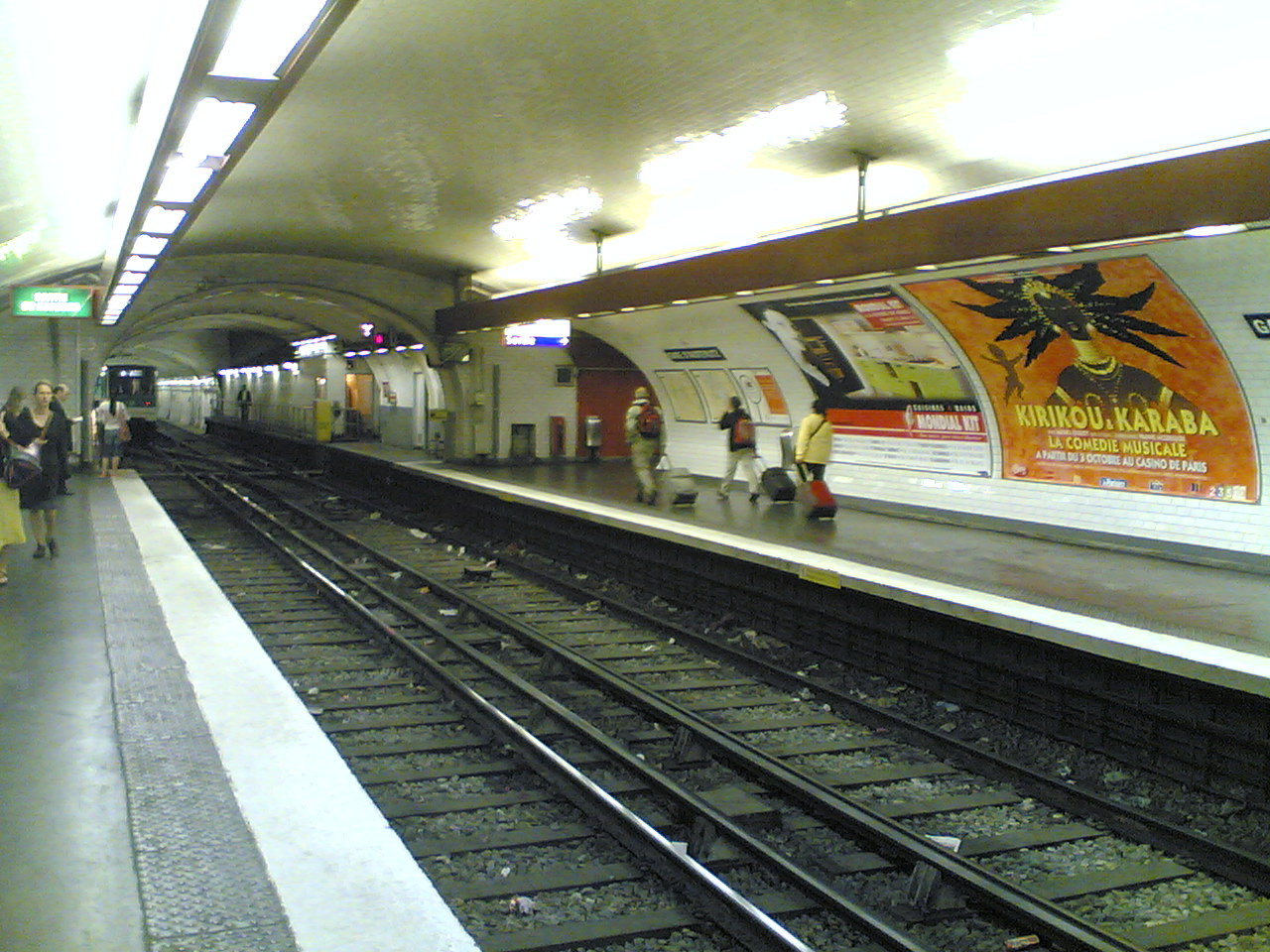
A estação da linha 10, com o terminal no plano de fundo

## Serviços aos Passageiros

### Acessos
A estação tem vários acessos:
- Acesso 1: Arrivées et départs Grandes Lignes: escadas rolantes e fixas na estação, pelo RER C
- Acesso 2: Boulevard de l'Hôpital, côté rue Buffon: uma escada no 2, boulevard de l'Hôpital
- Acesso 3: Boulevard de l'Hôpital, côté rue Nicolas-Houël: uma escada no 6, boulevard de l'Hôpital
- Acesso 4: Boulevard de l'Hôpital, côté impair SNCF Gare d'Austerlitz: uma escada no boulevard de l'Hôpital antes da entrada da estação
- Acesso 5: Cour de départ Grandes Lignes: uma escada
- Acesso 6: SNCF Départ Grandes Lignes Quai d'Austerlitz: uma escada
- Acesso 7: SNCF Arrivées Grandes Lignes: escadas rolantes e fixas na estação, pelo RER C

### Plataformas
As plataformas das duas linhas são de configuração padrão: duas plataformas laterais por ponto de parada, elas são separadas pelas vias do metrô e, na linha 5, pela treliça central do viaduto.

### Intermodalidade
A estação é servida pelas linhas 24, 57, 61, 63, 89, 91 e 215 da rede de ônibus RATP. Ela também é servida pela linha turística OpenTour. Além disso, ela é servida à noite pelas linhas N01, N02, N31, N131 e N133 da rede de ônibus Noctilien. A linha oferecia entre 2008 e 2011 uma conexão com a linha fluvial Voguéo. A estação também oferece uma conexão com a linha C do RER.

## Pontos turísticos
- O Jardim das Plantas
- O Hospital da Pitié-Salpétrière
- A Gare d'Austerlitz
- O Viaduc d'Austerlitz, obra de arte reservada ao metrô.
- O novo bairro de Paris Rive Gauche

## Projeto
Uma extensão da linha 10 do metrô está em estudo depois desta estação para Ivry-sur-Seine, place Gambetta.